# Bad Case of Loving You (Doctor, Doctor)
Bad Case of Loving You (Doctor Doctor) is een nummer van de Amerikaanse zanger Moon Martin uit 1978, dat een jaar later gecoverd werd door Robert Palmer. Het is de eerste single van Palmers vijfde studioalbum Secrets.
De versie van Martin werd nergens een hit. Palmer scoorde daarentegen met zijn versie wel in diverse landen een hit. Hoewel Palmers versie in het Verenigd Koninkrijk slechts een 61e positie behaalde, was het in Noord-Amerika, het Nederlandse taalgebied, Frankrijk en Oceanië wel succesvol. In de Nederlandse Top 40 haalde het een bescheiden 27e positie, terwijl het in de Vlaamse Radio 2 Top 30 de 19e positie pakte.